# Alfred Braun
Pour les articles homonymes, voir Braun.
Alfred Braun est un acteur, producteur, réalisateur et scénariste allemand, né le 3 mai 1888 à Berlin-Mitte et mort le 3 janvier 1978  à Berlin-Mitte (Allemagne).

## Biographie
Alfred Braun est le père de l'actrice Etta Braun.

## Filmographie

### Comme acteur
- 1912 : Jugendstürme - Ein Offizersroman
- 1916 : Das Leid der Liebe
- 1919 : Der Sohn der Magd
- 1920 : Die Spieler
- 1924 : Rosenmontag
- 1924 : Die Bacchantin
- 1927 : Funkzauber : Speaker de la radio de Berlin
- 1930 : Flachsmann als Erzieher : Jan Flemming
- 1930 : Tingel Tangel
- 1931 : Dann schon lieber Lebertran : saint Pierre
- 1948 : Chemie und Liebe
- 1949 : Anonyme Briefe : le Dr Maurim
- 1950 : Die Treppe (en) : le commissaire des affaires criminelles
- 1951 : Primanerinnen : Herr Lullus
- 1951 : Wenn die Abendglocken läuten
- 1953 : Ave Maria
- 1963 : Le Dr. Mabuse contre Scotland Yard (Scotland Yard jagt Dr. Mabuse)

### Comme réalisateur
- 1945 : Der Puppenspieler
- 1949 : Mädchen hinter Gittern
- 1950 : Die Treppe (en)
- 1950 : Eine Seltene Geliebte
- 1951 : Augen der Liebe
- 1951 : Wenn die Abendglocken läuten
- 1952 : Tausend rote Rosen blüh'n
- 1953 : J'attendrai (Komm zurück...)
- 1953 : Ave Maria
- 1957 : Stresemann
- 1958 : Nuits chaudes et nylons noirs (de)
- 1959 : Morgen wirst du um mich weinen

### Comme scénariste
- 1942 : La Ville dorée (Die Goldene Stadt)
- 1943 : Le Lac aux chimères (en) (Immensee)
- 1944 : Offrande au bien-aimé (Opfergang)
- 1945 : Kolberg
- 1965 : Januar 1945

### Comme producteur
- 1950 : Die Treppe